# Enwer Ismailow

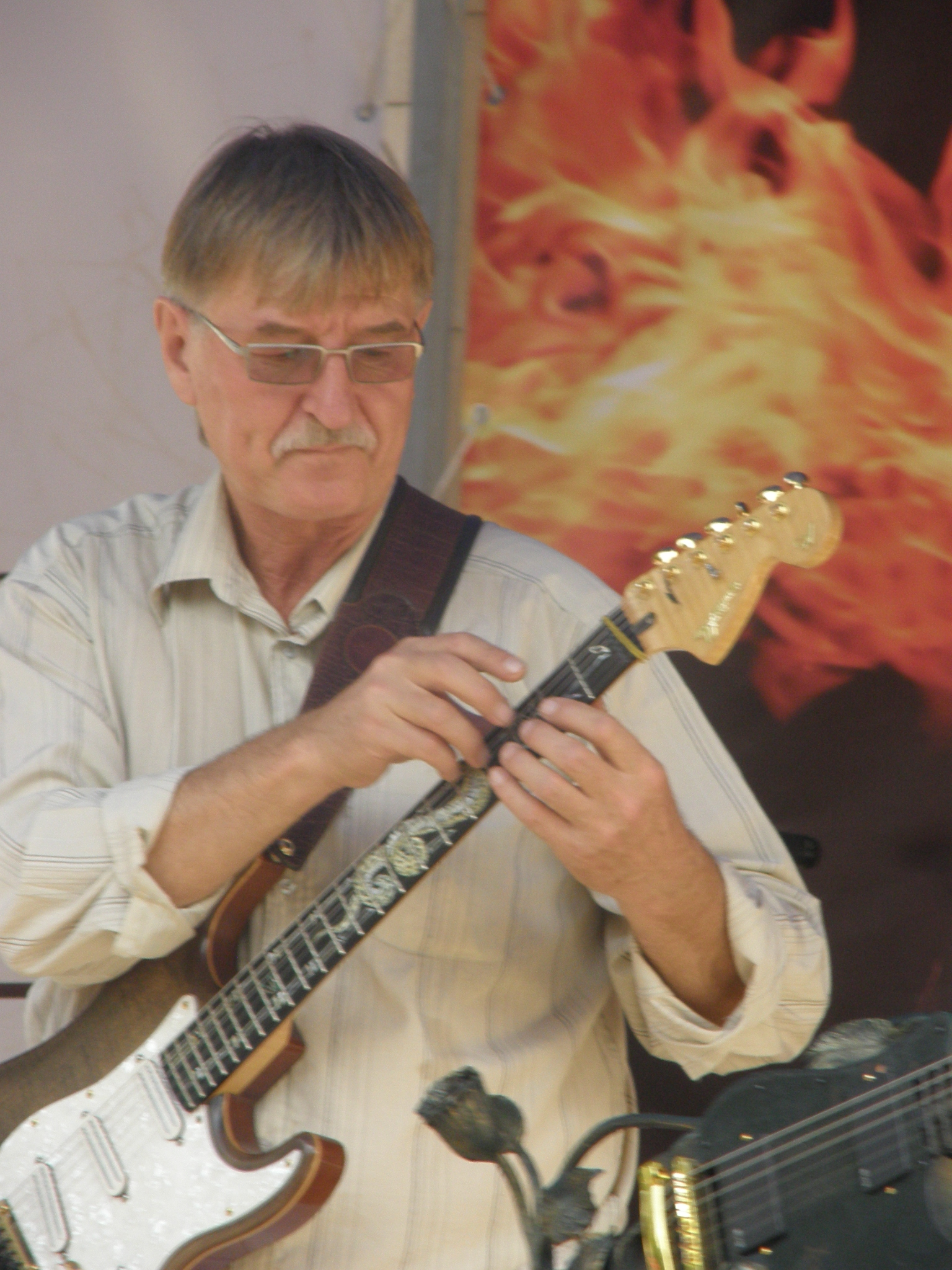
Enwer Ismailow (2010) in Donezk

Enwer Ismailow (auch Enver Ismailov bzw. Izmailov; ukrainisch Енвер Серверович Ізмайлов Enwer Serwerowytsch Ismajlow, krimtatarisch Enver Server oğlu İzmaylov; * 12. Juni 1955 in Fergana, Usbekische SSR) ist ein ukrainischer Volksmusik- und Jazz-Gitarrist. Der Sohn einer Krimtatarenfamilie, die von der Halbinsel Krim (Ukraine) nach Usbekistan zwangsumgesiedelt worden war, kehrte 1989 auf die Krim zurück.
Ismailow zupft die Saiten nicht, sondern wendet ausschließlich Jazz-Tapping an, eine Spezialtechnik der elektrischen Gitarre: Die Fingerspitzen beider Hände tippen auf dem Griffbrett auf die Saiten, mit ähnlichen Bewegungen wie beim Anschlagen von Klaviertasten. Ohne von US-amerikanischen Kollegen wie besonders Stanley Jordan zu wissen, entwickelte er diese Technik selbständig und gleichzeitig oder sogar früher zu einer erstaunlichen Reife.
Enwer Ismailow absolvierte 1973 ein Musikstudium in Fergana im Hauptfach Fagott. Gitarre hatte er mit 15 Jahren (um 1970) zu spielen begonnen.
Ismailovs Musik ist eine eigenständige Mischung aus Mainstream Jazz, türkischer, usbekischer und Balkan-Musik sowie europäischer Klassik. Viele seiner Stücke stehen in Rhythmen, die im Westen nicht benützt werden, in südosteuropäischer und zentralasiatischer Musik allerdings sehr wohl, wie 5/8, 7/8, 9/8, 11/8, 11/16 und 13/16-Takte.
Ismailow ist ausgiebig in Russland, den übrigen GUS-Staaten und in Westeuropa aufgetreten und hat an einigen kulturenüberschreitenden Projekten in Osteuropa teilgenommen. Er war der Gewinner des ersten Europäischen Gitarristenwettbewerbes 1995 in Lausanne. Die ukrainischen Musikkritiker wählten ihn zum Musiker des Jahres 1995.

## Diskographie
- At a Fergana Bazzar, 1991, solo, live in Münster
- The Eastern Legend, 1991, solo (RDM)
- Kara Deniz/Black Sea mit Burhan Öçal, 1992 (Unit Records)
- Dancing Over The Moon mit Geoff Warren, 1995
- Black Sea Orchestra (mit Ivo Papasov, Floros Floridis, Okay Temiz, u. a., 1996)
- Yarimada/Peninsula, 1997 (RDM)
- Minaret, Crimea Art Trio, 1998 (Symphocarre)
- Eastern Legend, 2000 (Boheme)
- With My Best Wishes!, 2004
- River of Time, 2008